# Multi Theft Auto
Multi Theft Auto (MTA) reprezintă o modificare multiplayer pentru versiunea Microsoft Windows a jocurilor Grand Theft Auto III, Grand Theft Auto: Vice City și Grand Theft Auto: San Andreas create de Rockstar North, care adaugă funcționalitate multiplayer online. Pentru Grand Theft Auto: San Andreas, modificarea servește și ca motor derivat din propria interpretare a studioului Rockstar asupra RenderWare.

## Istorie

### Context
Lansarea Grand Theft Auto III, un joc video de acțiune și aventură pentru computer în stil sandbox apreciat de critici, dezvoltat de DMA Design (acum Rockstar North) a reprezentat primul titlu 3D din seria Grand Theft Auto (GTA). În ciuda succesului său, a fost primul joc Grand Theft Auto care a fost distribuit fără funcțiile de joc multiplayer în rețea prezente în titlurile anterioare, funcții care au permis jucătorilor să se conecteze printr-o rețea de computere și să se joace împreună.
Prima versiune de Multi Theft Auto, intitulată Grand Theft Auto III: Alternative Multiplayer, a încercat să acopere această lipsă prin extinderea unui program de trișat deja existent, cu funcționalități care au permis jocului să fie jucat, pur ca o dovadă de concept, într-o formă foarte rigidă de curse între doi jucători, pe o rețea de calculatoare organizată asemănător modului în care serviciul XBAND, acum indisponibil, a funcționat prin manipularea memoriei jocului pentru adăugarea funcționalității de online multiplayer. Versiuni noi de Multi Theft Auto, cu un gameplay și alte îmbunătățiri superioare din punct de vedere calitativ, au fost lansate de către o echipă restrânsă de dezvoltatori în baza aceluiași concept de manipulare a jocului.
Odată cu introducerea succesorului Grand Theft Auto: Vice City, a devenit evident faptul că și acestui titlu îi lipsește orice formă de conectare în rețea. Programul Multi Theft Auto a fost extins ulterior pentru a încorpora compatibilitate pentru acest titlu și, în cele din urmă, și-a extins întreaga concentrare asupra acestui titlu și asupra noului cadru software intitulat Blue. Deoarece conceptul original (de manipulare a memoriei jocului) era predispus la diverse probleme de performanță și stabilitate, care au adus adesea la blocări ale aplicației, acest nou cadru a fost creat ca succesor și a pus bazele tuturor versiunilor viitoare ale programului Multi Theft Auto.

### Dezvoltare
Cea mai recentă versiune de Multi Theft Auto este bazată pe tehnici de injectare de cod și hooking prin care jocul este manipulat fără a modifica fișierele originale furnizate împreună cu jocul. Programul funcționează ca un motor de joc instalat sub forma unei extensii a jocului original, adăugând funcționalități de bază, cum ar fi redarea în rețeaua de calculatoare și redarea GUI, expunând în același timp, printr-un limbaj de programare, funcționalitatea motorului din cadrul jocului original.
Proiectul Multi Theft Auto: San Andreas a fost revizuit și relansat ca un proiect de tip open-source, lăsând în urmă toate versiunile anterioare. Codul sursă a fost licențiat sub licența GPLv3 și făcut disponibil pe GitHub.

## Multi Theft Auto: San Andreas
Cea mai recentă versiune a Multi Theft Auto este pentru jocul Grand Theft Auto: San Andreas și este construită pe un motor de joc open-source aflat de câțiva ani în dezvoltare, fiind singurul proiect care este încă întreținut în mod activ. Motorul pune la dispoziția utilizatorilor, prin expunerea unei mari părți a funcționalității originale aferente jocului folosind limbajul de programare Lua, toate uneltele necesare de care aceștia au nevoie pentru a-și crea propriile moduri de joc și hărți.
Versiunea inițială a programului a fost intitulată „Race” și a fost dezvăluită duminică, 22 ianuarie 2006, când a fost lansat primul conținut jucabil. Această versiune prezenta un mod de joc pentru curse cu vehicule în rețea și un editor de hărți care a permis utilizatorul să realizeze medii de joc și curse personalizate. Natura avansată a iterației timpurii a motorului le-a permis dezvoltatorilor să dezvolte un editor integrat și sofisticat de tip WYSIWYG pentru adăugarea elementelor de joc precum checkpoints, spawn points, power-ups și diverse obiecte variind de la rampe până la butoaie explozibile.
Următoarea lansare, intitulată „Deathmatch”, a fost concepută pentru a aduce îmbunătățiri asupra versiunii "Race" prin oferirea unui stil de joc minimal în stil sandbox, capabil să fie extins de utilizatori și dezvoltatori. Producția acestei versiuni a început la scurt timp după lansarea inițială, însă a stagnat datorită a ceea ce este considerat a fi o lipsă de concentrare din partea echipei de dezvoltare. Deoarece erau introduse mai multe caracteristici noi, integrarea continuă a acestor caracteristici a întârziat lansarea unei versiuni stabile și definitive a modificării. În schimb, în timpul etapei de dezvoltare au fost introduse mai multe facilități on-line pentru a permite vizitatorilor să urmărească procesul de dezvoltare a programului pe măsură ce au fost făcute modificări în depozitul de cod, ilustrând orice actualizări notabile cu privire la progresul modificării.
Prima versiune a succesorului „Deathmatch” a fost introdusă ca versiune complet jucabilă pe data de 2 ianuarie 2008 și etichetată ca „Developer Preview” pentru a promova dezvoltarea de către terțe părți a conținutului și utilităților de joc personalizate. Această versiune a fost urmată de un al doilea „Developer Preview” care a introdus câteva funcții și îmbunătățiri noi, fiind urmată ulterior de o perioadă de restructurare majoră a codului care a dus la relansarea open-source vineri, 21 noiembrie 2008, sub Licența GPLv3.
Sâmbătă, 22 august, Multi Theft Auto: San Andreas v1.0 a fost distribuit în mod oficial ca prima versiune open-source. Această versiune a abandonat eticheta „Deathmatch”, acum învechită, din numele produsului pentru a sublinia versatilitatea programului. Funcționalitatea de joc este oferită în mod exclusiv de către limbajul de programare, astfel încât utilizatorii își pot alege sau dezvolta propria lor combinație de scripturi și alte materiale pentru a-și personaliza și găzdui propriul tip de joc.

### Livrarea și dezvoltarea conținutului
Versiunea inițială intitulată „Deathmatch”, cât și motorul de bază au suferit o serie de modificări relevante asupra funcționalității modificării, precum și introducerea unui sistem de livrare a conținutului în format de comunitate online. 
Versiunea inițială  și motorul său de bază au prezentat o serie de modificări relevante ale funcționalității modificării, precum și introducerea unui sistem de distribuire digitală a conținutului în mediul online, la nivel de comunitate. Prin utilizarea acestui site web, utilizatorii înregistrați (cum ar fi jucători, administratori de server sau dezvoltatori) pot acumula statistici de joc în timp ce se joacă pe servere sau pot împărtăși cu alți utilizatori conținutul personalizat creat.
Conținutul terță parte este asigurat prin adăugarea limbajului de scripting Lua atât pe serverul care găzduiește jocul (de exemplu, oferind funcționalități pentru un anumit mod de joc), cât și în clientul care se joacă (de exemplu, oferind o interfață grafică sau conținut local specific modului de joc, care este adaptat utilizatorului). Diferite scripturi pot fi apoi puse în funcțiune în paralel pe oricare dintre acestea (server și client), comunicând între ele prin utilizarea evenimentelor.
Conținutul personalizat creat este grupat în „resurse” găzduite la nivel de server. Această abordare se desfășoară prin intermediului unui sistem bazat pe pachete care împachetează toate fișierele script, conținutul personalizat (de exemplu imagini, modele 3D, texturi și fișiere de coliziune), cât și fișierele de metadate într-o singură arhivă sau folder. Ulterior, anumit conținut poate fi desemnat pentru a fi încărcat fiecărui jucător conectat, pentru a activa executarea codului Lua pe partea de client. Acest sistem permite dependența de pachete și moștenirea funcțiilor între diferitele pachete, cât și gestionarea și distribuția ușoară a acestora.

### Rezumatul caracteristicilor
- Multi Theft Auto folosește o platformă modulară pentru a separa mai multe facilități, precum GUI, rețeaua, jocul și partea de scripting și le încarcă în joc în loc să injecteze cod în procesul de memorie. Acest lucru îmbunătățește stabilitatea, viteza și permite o mai bună gestionare a fișierelor.
- Utilizează sistemul freeware CEGUI, înlocuind interfața grafică originală a Grand Theft Auto, permițând Multi Theft Auto să deseneze propriile widget -uri pentru orice interacțiune cu utilizatorul în joc, cum ar fi server-browser și permite programarea din orice resursă terță parte.
- Un set versatil de funcții pentru scripting. Bazându-se pe propriul design bazat pe clasă al lui Grand Theft Auto, implementând acest lucru în client și server și sincronizând între acestea două, un dezvoltator terță parte poate controla aproape orice aspect al experienței de joc aferentă fiecărui jucător prin intermediul limbajului de scripting Lua: elemente native precum animațiile, exploziile, particulele, skin-urile, armele, vehiculele, obiectele și jucătorii, precum și elemente noi, cum ar fi modelele 3D personalizate, sunt controlabile.

## Gameplay-ul
Opțiuni de joc precum deathmatch, roleplay și race sunt disponibile. Unele elementele de joc includ checkpoints, spawn points, power-ups, arme și diverse obiecte variind de la rampe până la butoaie explozibile. Multe servere online conțin moduri de joc personalizate, care fac uz de motorul de scripting oferit de către Multi Theft Auto. Drept exemplu, câteva moduri de joc din MTA:SA precum Freeroam, unde jucătorii se pot plimba liberi pe întreaga hartă a San Andreas, ori moduri de joc competitive precum Race, Destruction/Demolition Derby, Team Deathmatch și Fallout, în cadrul căruia jucătorii își spawnează caracterul în aer, pe o platformă formată din plăci de sticlă care vor cădea brusc în orice moment, și unde jucătorii trebuie să sară de pe o placă în cădere pe una stabilă, câștigător fiind ultimul jucător supraviețuitor. Principiul Fallout este similar cu Hay, unde jucătorii trebuie să se cațere și să ajungă primii în vârful unei claie de fân. Ultimele moduri indică, de asemenea, cât de multe moduri de joc și scripturi, cu posibilități și variațiuni nelimitate, pot fi create folosind motorul de scripting MTA.
Există o multitudine de servere de joc și comunități cu genuri specifice, precum roleplay, RPG-uri clasice și comunități de gaming care servesc o variațiune largă de diferite moduri de joc, uneori grupate împreună într-un singur server. În prezent, numărul mediu de servere de joc pe care versiunea San Andreas a Multi Theft Auto (MTA:SA) o conține este de 3000 până la 4000 de servere, cu peste 600,000 de jucători activi lunar, dispersați pe aceste servere. Cele mai populare servere de joc găzduiesc constant, în medie, între 200 și până la 1000 de jucători online.

## Recepție
Proiectul Multi Theft Auto a fost mediatizat în numeroase articole din diferite canale media. Cele mai notabile fiind o apariție la G4 TV, o lansare în exclusivitate pentru Fileplanet cu apariție pe copertă, cât și aparițiile în reviste de specialitate precum PC Gamer și Total PC Gaming.

## Linkuri externe
- Site web oficial